# Maty Dio
Maty Dio (* 26. června 1973 Nitra) je italsko-slovenský výtvarník, scenárista, básník, učitel, divadelní herec a aktivista věnující se otázce lidských práv a specificky práv trans* lidí.

## Život a tvorba
Dětství prožil v Jelšovcích a Topoľčanech.
Vystudoval Střední pedagogickou školu v Modre, z důvodu emigrace do Velké Británie nedokončil studium na Pedagogické fakultě v Nitre. Žil ve Velké Británii, v Itálii a ve Španělsku. Studoval výtvarné umění pod vedením Martina Fábika.
Věnuje se volné tvorbě, která je součástí soukromých sbírek zejména v Číně a v USA. Pravidelně se účastní projektu Dny otevřených atelierů Jihočeského kraje. Vystavoval na Slovensku, ve Španělsku, v České republice a v Rakousku. Ve výtvarné tvorbě se zaměřuje na ženský akt a portrét, pracuje v médiích fotografie, koláž, olej, akryl a tuž.
Jako herec a performer je, spolu s Danielem Tůmou, součástí divadelní skupiny DADA (Drag Addicts Divadelní Alternativa). Spolupracoval na scénářích divadelních her Eva a Králové, Virtuální Terapie, Hotel X a Politický Coming Out. Divadelní hra Karel a Karol je jeho osobním projektem, s premiérou 8. srpna 2017 ve Venuši ve Švehlovce. Jeho absurdní drama MANNuscript o rodině Mannových mělo premiéru 9. srpna 2018 ve Venuši ve Švehlovce, v Praze. Zúčastnil se filmových projektů Adolfa Ziky Země Česká, domov Tvůj! a měl epizodní roli ve filmu Burácení.
Od roku 2009 se venuje aktivizmu v oblasti lidských práv. Od roku 2013 je členem Výboru pro sexuální menšiny Rady vlády pro lidská práva a spolu s Danielem Tůmou je také zakládajícím členem spolku TransFusion. V dubnu 2015 podali Evropskému institutu sociálních práv hromadnou stížnost na Českou republiku v kauze povinných kastrací a sterilizací trans* lidí.
Žije v Českém Krumlově. Má čtyři děti – syny Federico Stefano (výtvarník, hudebník, a kytarista) a Filippo Alberto (výtvarník a sochař) a dcery Paloma Maya (výtvarnice a scénografka) a Neroli Dante. Premiéra filmového portrétu o jeho rodině, v režii Janka Růžičky, byla uvedena 11. června 2020, na ČT2, pod názvem DADA mio, Maty Dio.